# Le Landreau
Le Landreau är en kommun i departementet Loire-Atlantique i regionen Pays de la Loire i nordvästra Frankrike. Kommunen ligger i kantonen Le Loroux-Bottereau som tillhör arrondissementet Nantes. År 2022 hade Le Landreau 3 214 invånare.

## Befolkningsutveckling
Antalet invånare i kommunen Le Landreau
| Referens: INSEE |